# Rhythm and Booze
Rhythm and Booze is een akoestisch livealbum van de Amerikaanse punkband Authority Zero. Het werd oorspronkelijk uitgegeven in februari 2005 door Suburban Noize Records, maar werd heruitgegeven op 27 juni 2006 door hetzelfde label. Op het album staat voornamelijk nummers die al op voorgaande albums van de band stonden, A Passage in Time en Andiamo, met uitzondering van de nummers "Paddy On The Railway" en "Broken Dreams".

## Nummers
1. "Intro" - 3:55
2. "A Passage in Time" - 3:52
3. "Retreat" - 4:54
4. "Siempre Loco" - 3:28
5. "Find Your Way" - 4:17
6. "Painted Windows" - 3:58
7. "Mesa Town" - 2:45
8. "One More Minute" - 6:55
9. "Superbitch" - 25:56
10. "Revolution" - 3:56
11. "Paddy on the Railway" - 4:06
12. "Over Seasons" - 4:11
13. "Everyday" - 34:06
14. "PCH-82" - 4:44
15. "Broken Dreams" - 4:27